# Diada de les Santes
La Diada de les Santes és la diada castellera que se celebra a Mataró amb motiu de la seva Festa Major, Les Santes, amb la participació de la colla local, els Capgrossos de Mataró i dues colles de fora que hi són convidades. Com en la majoria de les diades castelleres, la data de celebració és variable, quedant fixada en el diumenge abans del dia de Les Santes, el 27 de juliol, amb l'escenari inamovible de la Plaça de Santa Anna.
La Festa Major de Mataró havia inclòs de forma recurrent els castells dins del seu programa, el paper de les colles castelleres convidades es limitava en la majoria de les ocasions a la participació en la Passada de Les Santes, una cercavila de les comparses de la ciutat que se celebra la tarda del dia 27, i no fou fins a l'aparició de la colla local, amb motiu de la seva presentació oficial, que es creà de forma explícita la Diada Castellera. Amb tot, la consolidació de la Diada Castellera de Les Santes no es faria efectiva de forma definitiva fins al cap d'uns anys, havent quedat fins i tot fora del programa oficial en algunes ocasions d'aquests primers compassos.
La Diada de Les Santes ha acollit les grans fites de la colla local, com els primers castells de vuit, els primers folres o els primers castells de nou, alhora que es consolidava com una diada de referència del calendari casteller, gaudint de castells de nou i, des de l'any 2000 i de forma gairebé ininterrompuda, dels castells de gamma extra assolits pels Castellers de Vilafranca, fixes com una de les colles convidades.
Així doncs des de l'any 2002, amb l'assoliment del primer 3 de 9 amb folre carregat pels Capgrossos de Mataró, la Diada ha comptat amb els concurs de dues colles alçant castells de nou, amb el punt àlgid en l'edició de l'any 2009, en la que fins a tres colles (Capgrossos de Mataró, Castellers de Vilafranca i Colla Jove Xiquets de Tarragona) enlairaven castells de 9 alçades, una fita que confirmava la Diada de Les Santes com una de les grans del calendari casteller.

## Resum històric
Creat a partir de les dades recollides a la Base de Dades de la Coordinadora de Colles Castelleres de Catalunya – Colla Jove Xiquets de Tarragona.

### Segle XX
| Any  | Colla                            | Resultat                             |
| ---- | -------------------------------- | ------------------------------------ |
| 1960 | Castellers de Vilafranca         | 4d6n, 2d6, 3d7, Pd5                  |
| 1969 | Castellers de Vilafranca         | 4d7, 2d6, Pd5, 2d6                   |
| 1974 | Castellers de Barcelona          | 3d6n                                 |
| 1975 | Castellers de Barcelona          | 2d5, 3d6, 4d6                        |
| 1980 | Bordegassos de Vilanova          | 4d7, 2d6, 3d6s, 4d6n. Pd5            |
| 1982 | Colla Joves Xiquets de Valls     | 4d7a, 2d7, 3d7s, 2d6, 3d7, Pd5       |
| 1983 | Castellers de Barcelona          | 3d7, 2d6, 2d6, Pd5                   |
| 1985 | Colla Joves Xiquets de Tarragona | 4d6n, 3d6n, 4d6a, 2d6, 4d7, 3d7, Pd5 |
| 1986 | Castellers de Vilafranca         | 4d8, 2d7, 5d7, Pd5                   |
| 1987 | Minyons de Terrassa              | 3d7, 2d6, 4d7, 2Pd5                  |
| 1988 | Castellers de Barcelona          | 3d6, 2d6, 4d7, 4d7ac, 5d6, Pd5       |
| 1991 | Castellers de Vilafranca         | 5d7, 2d7, 4d8, 3d8, 2Pd5             |
| 1993 | Colla Vella Xiquets de Valls     | 2d7, 2d6, 4d8c, 4d7a, 4d8, Pd5       |
| 1994 | Castellers de Barcelona          | 4d7a, 2d7, 4d8, iPd6, Pd5            |
| 1995 | Castellers de Cornellà           | 4d7, 3d7, 2d6                        |
| 1996 | Castellers de Vilafranca         | 4d9f, 2d8f, 4d8a, Pd7f               |
| 1996 | Castellers de Barcelona          | 4d8, 3d8, 2d7, Pd5                   |
| 1996 | Capgrossos de Mataró             | 5d6, 4d6a, 2d6                       |
| 1997 | Capgrossos de Mataró             | 5d7, 4d7a, 3d7s, 2Pd5                |
| 1997 | Castellers de Vilafranca         | 4d9f, 3d9f, 5d8, Pd6, 2Pd5           |
| 1998 | Capgrossos de Mataró             | i4d8, 5d7, 4d8, i3d8, 3d7s, Vd5      |
| 1998 | Castellers de Vilafranca         | 4d9fc, 2d8f, 3d9f, Pd7fc             |
| 1998 | Castellers de Barcelona          | 5d7, 4d8, 3d7s, 2Pd5                 |
| 1999 | Capgrossos de Mataró             | 4d8, 3d8, 2d8f, 2Pd5                 |
| 1999 | Castellers de Vilafranca         | 2d8f, 3d9f, 4d8a, 2Pd5               |
| 1999 | Bordegassos de Vilanova          | 2d8f, 4d8a, 3d8, Pd7f                |
| 2000 | Capgrossos de Mataró             | 4d8, id3d8, 3d8, 2d7, Vd5            |
| 2000 | Castellers de Vilafranca         | 3d9f, 2d9fm, id4d9f, 4d9f, Pd8fmc    |
| 2000 | Castellers de Barcelona          | 3d8c, 2d8f, 4d7a, 2Pd5               |